# Paul Mardirossian
Paul Mardirossian, född 1968, är en armenisk-svensk f.d. krögare samt narkotika- och vapensmugglare.
Mardirossian kom vid fyra års ålder från Beirut till Sverige, och bodde i Rinkeby till 18 års ålder. Han har uppgett att han började begå brott i 13-årsåldern, och snabbt kunde tjäna pengar på dem, vilket gjorde att han vid 15 års ålder hade stamgästkort på Alexandra och vid 18 års ålder hade råd att flytta till Östermalm. Han hade levt på brottslighet i över 10 år när han första gången dömdes för ett brott 1995. Han greps tillsammans med Milan Sevo och dömdes till fyra års fängelse för grovt vapenbrott och grovt narkotikabrott, och frigavs villkorligt 1997.

## Krögare
1999 öppnade Mardirossian restaurangen Beirut Café på Engelbrektsgatan på Östermalm. Han öppnade 2001 en ytterligare libanesisk restaurang på Östermalm, Pascha, på Grevgatan, tillsammans med Emilio Ingrosso. Denna restaurang låg granne med restaurangen Il Conte som Mardirossian och Ingrosso också drev tillsammans.
Il Conte försattes 2003 i konkurs, Ingrosso och Mardirossian åtalades 2006 och fälldes 2008 för grovt bokföringsbrott i samband med konkursen.

## Narkotika- och vapensmuggling
I februari 2010 inledde Mardirossian en serie möten i olika länder med vad han trodde var representanter för den colombianska FARC-gerillan, i syfte att byta militära vapen mot kokain. Mardirossian erbjöd bland annat AK-47:or, granattillsatser och ammunition, och "varuprov" på detta lämnades i början april 2011 över i Köpenhamn, efter att Mardirossian i januari 2011 utanför Panama City hade fått inspektera ett parti på 50 kg kokain av den kvalitet som den förmodade FARC-representanten skulle leverera. Dock hade Mardirossian och hans medhjälpare i själva verket haft kontakt med agenter från amerikanska Drug Enforcement Administration, som var ute efter att sätta fast smugglare. 27 april 2011 greps Mardirossian i Panama City i samband med att han skulle gå ombord på ett flygplan till Sverige, och överfördes till USA misstänkt för "narkotikaterrorism". Han nekade först till anklagelserna, men i januari 2012 erkände sig Mardirossian skyldig till fem brott i samband med smugglingsverksamheten, och kan som mest dömas till livstids fängelse.